# Grzegorz Tomasiewicz
Grzegorz Tomasiewicz (ur. 5 maja 1996 w Jaworznie) – polski piłkarz występujący na pozycji pomocnika w polskim klubie Piast Gliwice.

## Kariera klubowa

### Legia Warszawa
W 2011 roku dołączył do akademii Legii Warszawa. 1 sierpnia 2013 został przesunięty do zespołu rezerw. Zadebiutował 11 sierpnia 2013 w meczu III ligi przeciwko GKS-owi II Bełchatów (1:0). Pierwszą bramkę zdobył 31 października 2013 w meczu ligowym przeciwko Broni Radom (0:1).

### Arka Gdynia
13 lutego 2015 przeszedł do drużyny Arki Gdynia. Zadebiutował 9 maja 2015 w meczu I ligi przeciwko Bytovii Bytów (0:1). Pierwszą bramkę zdobył 2 listopada 2015 w meczu ligowym przeciwko Chojniczance Chojnice (2:3). W sezonie 2015/16 jego zespół zajął pierwsze miejsce w tabeli i awansował do Ekstraklasy.

### Pogoń Siedlce
13 lipca 2016 został wysłany na wypożyczenie do zespołu Pogoni Siedlce. Zadebiutował 16 lipca 2016 w meczu Pucharu Polski przeciwko Stilonowi Gorzów Wielkopolski (0:3), w którym zdobył swoją pierwszą bramkę. W I lidze zadebiutował 31 lipca 2016 w meczu przeciwko GKS-owi Tychy (0:1). Pierwszą bramkę w lidze zdobył 23 września 2016 w meczu przeciwko Chojniczance Chojnice (2:1).

### Stal Mielec
1 lipca 2018 podpisał kontrakt z klubem Stal Mielec. Zadebiutował 20 lipca 2018 w meczu I ligi przeciwko Garbarni Kraków (0:2). Pierwszą bramkę zdobył 22 sierpnia 2018 w meczu ligowym przeciwko ŁKS-owi Łódź (0:2). W sezonie 2019/20 jego zespół zajął pierwsze miejsce w tabeli i awansował do najwyższej ligi. W Ekstraklasie zadebiutował 23 sierpnia 2020 w meczu przeciwko Wiśle Płock (1:1). Pierwszą bramkę w lidze zdobył 28 listopada 2020 w meczu przeciwko Jagiellonii Białystok (3:1).

## Kariera reprezentacyjna

### Polska U-20
W 2017 roku otrzymał powołanie do reprezentacji Polski U-20. Zadebiutował 23 marca 2017 w meczu U20 Elite League przeciwko reprezentacji Włoch U-20, w którym zdobył swoją pierwszą bramkę.

## Statystyki

### Klubowe
(aktualne na dzień 13 lutego 2021)
| Klub                 | Sezon              | Liga               | Liga  | Liga   | Puchar kraju | Puchar kraju | Inne  | Inne   | Suma  | Suma   |
| Klub                 | Sezon              | Liga               | Mecze | Bramki | Mecze        | Bramki       | Mecze | Bramki | Mecze | Bramki |
| -------------------- | ------------------ | ------------------ | ----- | ------ | ------------ | ------------ | ----- | ------ | ----- | ------ |
| Legia II Warszawa    | 2013/14            | III liga           | 32    | 8      | 0            | 0            | –     | –      | 32    | 8      |
| Legia II Warszawa    | 2014/15            | III liga           | 10    | 2      | 0            | 0            | –     | –      | 10    | 2      |
| Legia II Warszawa    | Ogólnie            | Ogólnie            | 42    | 10     | 0            | 0            | 0     | 0      | 42    | 10     |
| Arka Gdynia          | 2014/15            | I liga             | 3     | 0      | 0            | 0            | –     | –      | 3     | 0      |
| Arka Gdynia          | 2015/16            | I liga             | 15    | 1      | 1            | 0            | –     | –      | 16    | 1      |
| Arka Gdynia          | Ogólnie            | Ogólnie            | 18    | 1      | 1            | 0            | 0     | 0      | 19    | 1      |
| Pogoń Siedlce (wyp.) | 2016/17            | I liga             | 33    | 4      | 2            | 2            | –     | –      | 35    | 6      |
| Pogoń Siedlce (wyp.) | 2017/18            | I liga             | 33    | 6      | 1            | 1            | 2     | 0      | 36    | 7      |
| Pogoń Siedlce (wyp.) | Ogólnie            | Ogólnie            | 66    | 10     | 3            | 3            | 2     | 0      | 71    | 13     |
| Stal Mielec          | 2018/19            | I liga             | 32    | 5      | 1            | 0            | –     | –      | 33    | 5      |
| Stal Mielec          | 2019/20            | I liga             | 34    | 3      | 4            | 0            | –     | –      | 38    | 3      |
| Stal Mielec          | 2020/21            | Ekstraklasa        | 15    | 2      | 1            | 0            | –     | –      | 16    | 2      |
| Stal Mielec          | Ogólnie            | Ogólnie            | 81    | 10     | 6            | 0            | 0     | 0      | 87    | 10     |
| Ogólnie w karierze   | Ogólnie w karierze | Ogólnie w karierze | 207   | 31     | 10           | 3            | 2     | 0      | 219   | 34     |

### Reprezentacyjne
| Reprezentacja | Rok     | Mecze | Bramki |
| ------------- | ------- | ----- | ------ |
| Polska U-17   |         |       |        |
| 2012          | 7       | 3     |        |
| 2013          | 3       | 0     |        |
| Ogólnie       | Ogólnie | 10    | 3      |
| Polska U-18   |         |       |        |
| 2013          | 5       | 3     |        |
| 2014          | 5       | 3     |        |
| Ogólnie       | Ogólnie | 10    | 6      |
| Polska U-19   |         |       |        |
| 2013          | 3       | 0     |        |
| 2014          | 7       | 4     |        |
| 2015          | 4       | 0     |        |
| Ogólnie       | Ogólnie | 14    | 4      |
| Polska U-20   |         |       |        |
| 2017          | 3       | 1     |        |
| Ogólnie       | Ogólnie | 3     | 1      |

| Mecze i gole w reprezentacji | Mecze i gole w reprezentacji | Mecze i gole w reprezentacji | Mecze i gole w reprezentacji | Mecze i gole w reprezentacji | Mecze i gole w reprezentacji | Mecze i gole w reprezentacji | Mecze i gole w reprezentacji |
| Lp.                          | Data                         | Miejsce                      | Gospodarz                    | Gość                         | Wynik                        | Gol                          | Rozgrywki                    |
| ---------------------------- | ---------------------------- | ---------------------------- | ---------------------------- | ---------------------------- | ---------------------------- | ---------------------------- | ---------------------------- |
| 1.                           | 23.03.2017                   | Piła                         | Polska U-20                  | Włochy U-20                  | 3:1                          | Gol                          | U20 Elite League             |
| 2.                           | 27.03.2017                   | Włocławek                    | Polska U-20                  | Grecja U-20                  | 2:1                          |                              | Mecz towarzyski              |
| 3.                           | 09.06.2017                   | Kraków                       | Polska U-20                  | Węgry U-20                   | 0:1                          |                              | Mecz towarzyski              |

## Sukcesy

### Arka Gdynia
- Mistrzostwo I ligi (1×): 2015/2016

### Stal Mielec
- Mistrzostwo I ligi (1×): 2019/2020